# Lampre (ciclismo 1990-2004)
La Lampre è stata una squadra maschile italiana di ciclismo su strada, fondata nel 1990 ed attiva nel professionismo fino al 2004, anno in cui si è fusa con la Saeco per formare la nuova Lampre-Caffita, oggi UAE Team Emirates.

## Storia
Nata nel 1990 con il nome di Diana-Colnago e diretta da Pietro Algeri, già a partire dall'anno seguente viene sponsorizzata dall'azienda di laminati Lampre guidata da Romeo Mario Galbusera. I primi successi di grande rilevanza arrivano nel 1993 con Maurizio Fondriest, vincitore della Milano-Sanremo e della Coppa del mondo. Nello stesso anno il velocista Džamolidin Abdužaparov vince tre tappe e la classifica a punti al Tour de France.
Nel 1996 la Lampre lascia la sponsorizzazione e la società assume la denominazione Panaria-Vinavil; proprio in quell'anno Pavel Tonkov fa suo il Giro d'Italia. Al termine della stagione il team tuttavia si scioglie per essere assorbito dalla formazione Mapei a partire dalla stagione 1997: nove corridori, tra cui lo stesso Tonkov, e i tre manager Algeri, Maurizio Piovani e Giuseppe Saronni confluiscono nella nuova "super-squadra".
Nel 1999, dopo due anni con Mapei, il team viene riattivato, ancora sotto la direzione di Algeri, Piovani e Saronni, anche grazie alla sponsorizzazione della Daikin e di Colnago; la squadra viene costruita intorno all'iridato Oscar Camenzind, a Franco Ballerini e al nucleo di altri sette corridori provenienti dalla stessa Mapei. Nel 2000 viene messo sotto contratto Gilberto Simoni, che già l'anno seguente conquista il Giro d'Italia 2001; sempre nel 2001 Camenzind conquista la prestigiosa Liegi-Bastogne-Liegi. Nel 2002 il lituano Raimondas Rumšas è terzo al Tour de France; in quella stessa Grande Boucle Rubens Bertogliati vince una tappa e veste la maglia gialla per due giorni.
Al termine della stagione 2004 il patron della Lampre, Romeo Galbusera, e quello della Saeco Sergio Zappella, che sponsorizzava pure lui un'importante squadra professionistica, decidono di unire le due strutture societarie per formare una nuova squadra competitiva nel neonato circuito UCI ProTour. La nuova squadra è la Lampre-Caffita; il secondo sponsor diventa l'azienda bolognese nata da un pool di imprenditori fra cui lo stesso Zappella.

## Cronistoria

### Annuario
| Anno | Codice | Nome                  | Cat. | Biciclette | Dirigenza |
| ---- | ------ | --------------------- | ---- | ---------- | --- |
| 1990 | -      | Diana-Colnago-Animex  | -    | Colnago    | Dir. sportivi: Pietro Algeri, Czesław Lang                                                                         |
| 1991 | -      | Colnago-Lampre-Sopran | -    | Colnago    | Dir. sportivi: Pietro Algeri, Ennio Bongiorni                                                                      |
| 1992 | -      | Lampre-Colnago-Animex | -    | Colnago    | Dir. sportivi: Pietro Algeri, Ennio Bongiorni, Czesław Lang, Giuseppe Saronni                                      |
| 1993 | LAM    | Lampre-Polti          | -    | Colnago    | Dir. sportivi: Pietro Algeri, Gianni Di Lorenzo, Czesław Lang, Maurizio Piovani, Giuseppe Saronni                  |
| 1994 | LAM    | Lampre-Panaria        | -    | Colnago    | Dir. sportivi: Pietro Algeri, Gianni Di Lorenzo, Czesław Lang, Maurizio Piovani, Antonio Saronni, Giuseppe Saronni |
| 1995 | LAM    | Lampre-Panaria        | -    | Colnago    | Manager: Pietro Algeri Dir. sportivi: Czesław Lang, Maurizio Piovani, Antonio Saronni                              |
| 1996 | PAN    | Panaria-Vinavil       | -    | Colnago    | Manager: Pietro Algeri Dir. sportivi: Maurizio Piovani, Antonio Saronni, Giuseppe Saronni                          |

| Anno | Codice | Nome          | Cat. | Biciclette       | Dirigenza                                                                                                   |
| ---- | ------ | ------------- | ---- | ---------------- | --- |
| 1999 | LAM    | Lampre-Daikin | GSI  | Colnago          | Manager: Giuseppe Saronni Dir. sportivi: Pietro Algeri, Maurizio Piovani                                    |
| 2000 | LAM    | Lampre-Daikin | GSI  | Fondriest        | Manager: Giuseppe Saronni Dir. sportivi: Pietro Algeri, Maurizio Piovani, Brent Copeland                    |
| 2001 | LAM    | Lampre-Daikin | GSI  | Fondriest        | Manager: Giuseppe Saronni Dir. sportivi: Pietro Algeri, Maurizio Piovani, Brent Copeland                    |
| 2002 | LAM    | Lampre-Daikin | GSI  | Fondriest        | Manager: Giuseppe Saronni Dir. sportivi: Pietro Algeri, Maurizio Piovani, Brent Copeland                    |
| 2003 | LAM    | Lampre        | GSI  | Wilier Triestina | Manager: Giuseppe Saronni Dir. sportivi: Pietro Algeri, Maurizio Piovani, Brent Copeland, Fabrizio Bontempi |
| 2004 | LAM    | Lampre        | GSI  | Wilier Triestina | Manager: Giuseppe Saronni Dir. sportivi: Maurizio Piovani, Brent Copeland, Fabrizio Bontempi                |

### Classifiche UCI
| Anno | Classifica | Pos. | Migliore cl. individuale   |
| ---- | ---------- | ---- | -------------------------- |
| 1995 | -          | 7º   | Maurizio Fondriest (13º)   |
| 1996 | -          | 9º   | Pavel Tonkov (24º)         |
| 1999 | GSI        | 17º  | Oscar Camenzind (13º)      |
| 2000 | GSI        | 4º   | Gilberto Simoni (12º)      |
| 2001 | GSI        | 11º  | Gilberto Simoni (5º)       |
| 2002 | GSI        | 18º  | Raimondas Rumšas (40º)     |
| 2003 | GSI        | 18º  | Francesco Casagrande (13º) |
| 2004 | GSI        | 19º  | Igor Astarloa (62º)        |

## Palmarès

### Grandi Giri
- Giro d'Italia

Partecipazioni: 13 (1990, 1991, 1992, 1993, 1994, 1995, 1996, 1999, 2000, 2001, 2002, 2003, 2004)
Vittorie di tappa: 12
1993: 1 (Maurizio Fondriest)
1994: 3 (3 Ján Svorada)
1995: 2 (Maurizio Fondriest, Ján Svorada)
1996: 1 (Pavel Tonkov)
2000: 3 (Svorada, Simoni, Piccoli)
2001: 1 (Gilberto Simoni)
2002: 1 (Pavel Tonkov)
Vittorie finali: 2
1996 (Pavel Tonkov)
2001 (Gilberto Simoni)
Altre classifiche: 9
1992: Giovani (Pavel Tonkov)
1993: Intergiro (Ján Svorada), Giovani (Pavel Tonkov), Squadre a tempi
1996: Squadre a punti
2001: Combinata (Gilberto Simoni)
2002: Trofeo Fuga Piaggio (Mariano Piccoli)
2003: Squadre a tempi, Trofeo Fuga Piaggio (Daniele Righi)
- Tour de France

Partecipazioni: 7 (1993, 1994, 1995, 1996, 1999, 2001, 2002)
Vittorie di tappa: 8
1993: 3 (3 Djamolidine Abdoujaparov)
1994: 2 (Ján Svorada, Roberto Conti)
1999: 1 (Ludo Dierckxsens)
2001: 1 (Ján Svorada)
2002: 1 (Rubens Bertogliati)
Vittorie finali: 0
Altre classifiche: 1
1993: Punti (Djamolidine Abdoujaparov)
- Vuelta a España

Partecipazioni: 8 (1990, 1993, 1999, 2000, 2001, 2002, 2003, 2004)
Vittorie di tappa: 11
1993: 4 (3 Abdoujaparov, Ušakov)
1999: 1 (Robert Hunter)
2000: 3 (2 Mariano Piccoli, Gilberto Simoni)
2001: 3 (Juan Manuel Gárate, Robert Hunter, Gilberto Simoni)
Vittorie finali: 0
Altre classifiche: 1
1999: Mete volanti (Robert Hunter)

### Classiche monumento
- Milano-Sanremo: 1

1993 (Maurizio Fondriest)
- Liegi-Bastogne-Liegi: 1

2001 (Oscar Camenzind)
- Giro di Lombardia: 1

1995 (Gianni Faresin)

### Campionati nazionali
- Campionati belgi: 1

In linea: 1999 (Ludo Dierckxsens)
- Campionati italiani: 1

In linea: 1990 (Giorgio Furlan)
- Campionati lettoni: 1

In linea: 2002 (Raivis Belohvoščiks)
Cronometro: 2002 (Raivis Belohvoščiks)
- Campionati polacchi: 1

In linea: 1990 (Zenon Jaskuła)
- Campionati sudafricani: 2

In linea: 2000 (Robert Hunter)